# Friedrich von Saurma

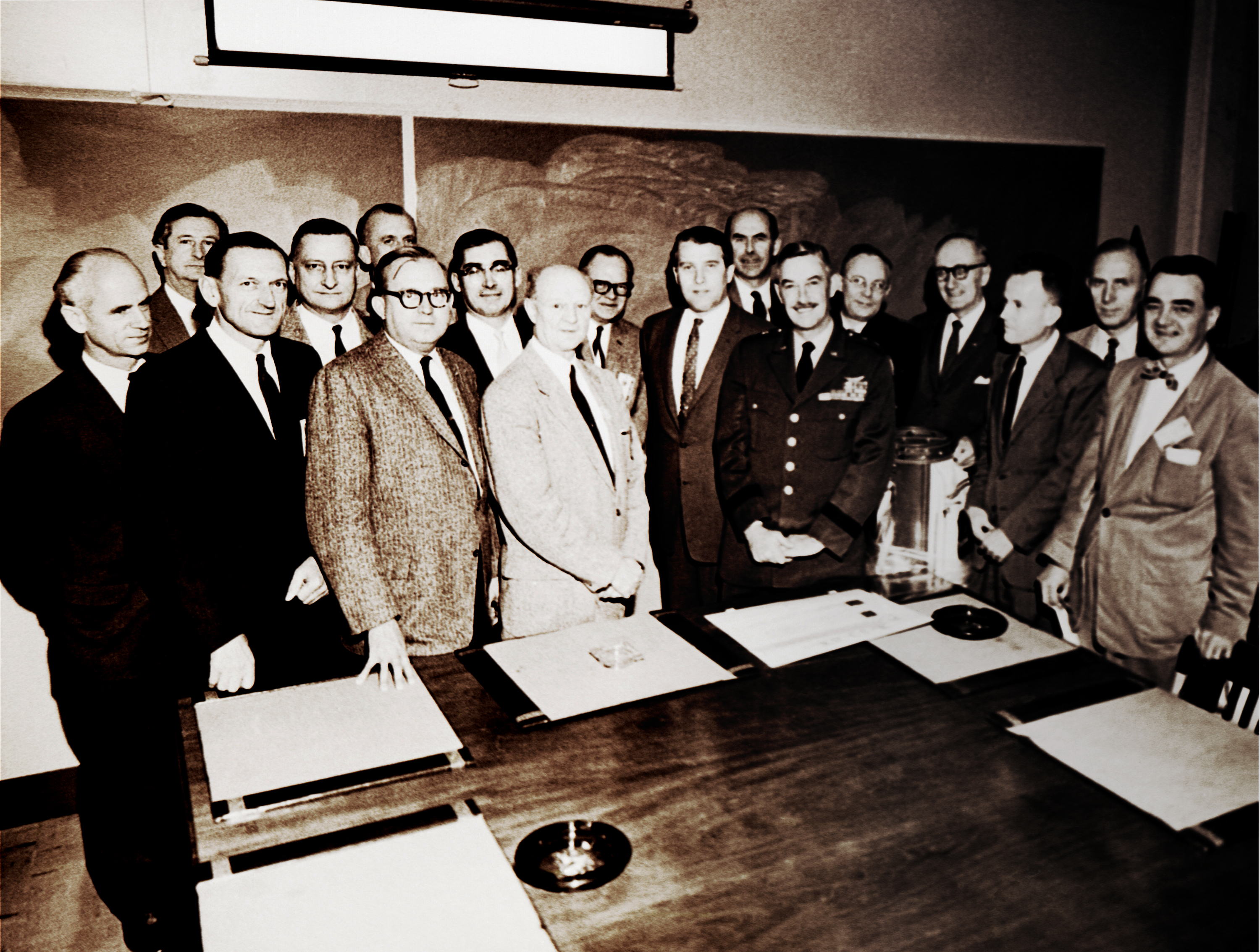
Wernher von Braun und Mitarbeiter im Herbst 1959 in Huntsville (Alabama). Auf der Fotografie sichtbar: Ernst Stuhlinger, Friedrich von Saurma, Fritz Müller, Hermann Weidner, Erich W. Neubert (teilweise verdeckt), Willy Mrazek, Karl Heimburg, Arthur Rudolph, Otto Hoberg, von Braun, Oswald Lange, General Bruce Medaris, Helmut Hölzer, Hans Maus, Ernst Geissler, Hans Hüter und George Constan.

Johann Friedrich Maria Eberhard Sylvius von Saurma (* 28. Februar 1908 in Dahsau, Landkreis Guhrau; † 12. Dezember 1961 in Huntsville, Alabama) war ein deutschamerikanischer Luft- und Raumfahrtingenieur.

## Leben
Johann Friedrich Maria Eberhard Sylvius Graf von Saurma, wurde am 28. Februar 1908 im schlesischen Dahsau als Enkel von Anton Johannes von Saurma-Jeltsch im Adelsgeschlecht Saurma-Jeltsch geboren. Seine Eltern waren Hedwig Gräfin Schaffgotsch gen. Semperfrei von und zu Kynast und Greiffenstein, Freiin zu Trachenberg (* 1880;  † 1935), und der Gutsbesitzer auf Dahsau Harald Graf Saurma (* 1867;  † 1914). Er selbst studierte an der Technischen Universität Breslau, die er 1940 als Diplom-Ingenieur verließ. In der Zeit des Nationalsozialismus arbeitete von Saurma an der V1 in Peenemünde-West als Aeronautik-Ingenieur und Testpilot der Luftwaffe.
Erst lange nach Ende des Zweiten Weltkrieges gelangte von Saurma zusammen mit seiner Frau mittels der Operation Paperclip in die USA. Aufgrund der Einladung von Wernher von Braun und der US-Regierung zog er im Jahre 1954 nach Huntsville, um am US-Raumfahrtprogramm mitzuarbeiten. Friedrich von Saurma arbeitete im NASA MSFC Saturn Systems Office. Er starb plötzlich an einem Herzinfarkt am 12. Dezember 1961.
Seine Frau Ruth Ramthun blieb in den USA, die Tochter kehrte zurück nach Deutschland.
Sein jüngerer Bruder Anton starb 1941 im Krieg. Sein älterer Bruder Harald war ebenso in der Luftfahrt als Ingenieur tätig.